# Ландо Норріс
Ландо Норріс (англ. Lando Norris; нар. 13 листопада 1999) — британський і бельгійський гонщик, який зараз виступає під британським прапором у Формулі-1 за команду McLaren.
Після успішної картингової кар’єри, кульмінацією якої стала його перемога на Чемпіонаті світу з картингу з прямим приводом у 2014 році, Норріс перейшов до юніорських формул. Він здобув свій перший титул у Чемпіонаті Формули MSA 2015 року з командою Carlin Motorsport.  У 2016 році він також здобув титули чемпіона в Toyota Racing Series, Єврокубку Формули-Рено 2.0 і Північноєвропейському кубку Формули-Рено 2.0, отримавши Autosport BRDC Award того ж року. Норріс здобув титул чемпіона в Європейській Формулі-3 у 2017 році та посів друге місце після Джорджа Расселла в чемпіонаті Формули-2 2018 року, виступаючи за команду Carlin.
Він був учасником Програми молодих гонщиків McLaren з 2017 по 2018 роки, після чого приєднався до McLaren у 2019 році, де став напарником Карлоса Сайнса-молодшого та дебютував у Формулі-1 на Гран-прі Австралії. Він здобув свій перший подіум у Формулі-1 на Гран-прі Австрії 2020 року та свій перший поул на Гран-прі Росії 2021 року. У 2024 році Норріс здобув свою першу перемогу в кар'єрі на Гран-прі Маямі, повторивши це досягнення в Нідерландах, Сінгапурі та Абу-Дабі, завершивши сезон на другому місці позаду чемпіона Макса Ферстаппена.
Станом на Гран-прі Абу-Дабі 2024 року Норріс здобув три перемоги в гонках, шість поул-позицій, 12 найшвидших кіл і 24 подіуми у Формулі-1. Норріс має залишитися в McLaren щонайменше до кінця сезону 2027 року.

## Особисте життя
Ландо Норріс народився в Бристолі, Англія. Його батько — Адам Норріс, пенсійний менеджер у відставці, один із найбагатших людей Брістоля, а також 501-ша найбагатша людина в країні (станом на 2018 рік). Його мати Сіска (уроджена Вауман) походить з регіону Фландрії в Бельгії. У нього є дві молодші сестри та старший брат Олівер, який також професійно займався картингом до 2014 року. Норріс має як британське, так і бельгійське громадянство і трохи розмовляє фламандською нідерландською. У ранньому дитинстві Норріс пробував займатися верховою їздою, потім кататися на квадроциклах і мотоциклах, перш ніж зацікавитись картингом після того, як батько взяв його на етап Британського чемпіонату з картингу у віці семи років. Норріс отримав освіту в школі-інтернаті Міллфільд у Стріті, Сомерсет. Він залишив школу, не отримавши загальний атестат про середню освіту, але вивчав фізику та математику з персональним репетитором. Пізніше його сім'я переїхала до Гластонбері, щоб він міг жити вдома і продовжити кар'єру гонщика. На початку своєї кар'єри у Формулі-1 він спочатку проживав у Вокінгу поблизу штаб-квартири команди McLaren, але пізніше переїхав до Монако в 2022 році з фінансових причин.
У період із серпня 2021 року по вересень 2022 року Норріс зустрічався з португальською моделлю Луїзою Олівейрою. Норріс заявив, що він і Олівейра піддавалися жорстокому поводженню та погрозам смерті з боку онлайн-тролів.

## Рання кар'єра

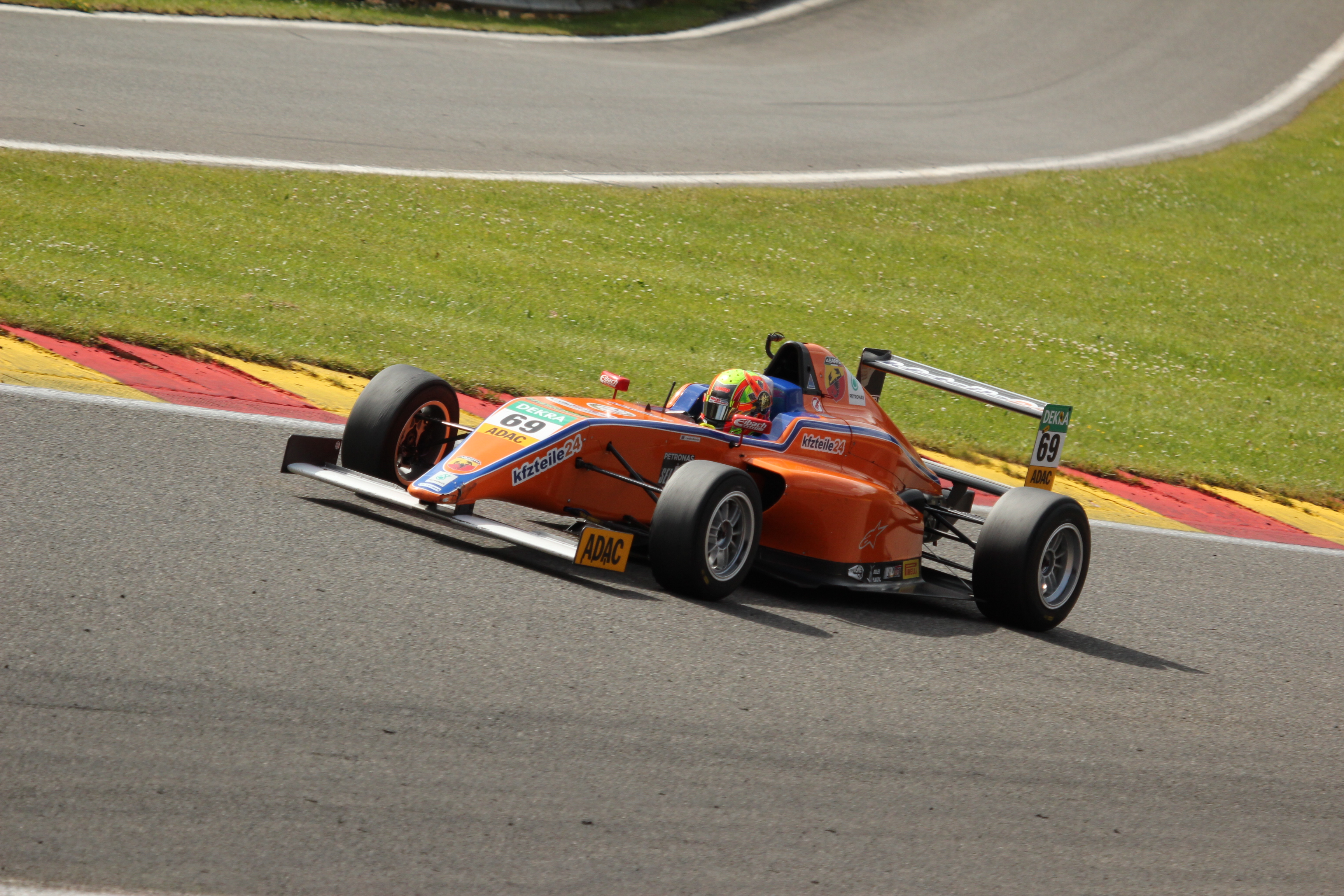
Норріс за кермом боліда Формули-4 команди Mücke Motorsport в 2015 році.

Норріс розпочав свою гоночну кар'єру у віці семи років, коли завоював поул-позицію в своєму першому національному змаганні. У 2013 році Норріс виступав у класі KF-Junior, вигравши Європейський чемпіонат CIK-FIA, Міжнародний суперкубок CIK-FIA та Євросерію WSK. Наступного року він виграв Чемпіонат світу CIK-FIA у класі KF з командою Ricky Flynn Motorsport, що зробило його наймолодшим чемпіоном світу з картингу в цій категорії.
У 2014 році Норріс дебютував в автомобільних перегонах у чемпіонаті Ginetta Junior Championship, серії підтримки Британського турингового чемпіонату. Він посів третє місце в чемпіонаті, вигравши чотири гонки та Кубок новачка. У 2015 році Норріс підписав контракт з Carlin Motorsport, щоб взяти участь у нещодавно заснованому чемпіонаті Формули MSA (тепер відомому як Британська Формула-4). Норріс переміг у чемпіонаті, здобувши вісім перемог, десять поул-позицій і чотирнадцять подіумів. Він також взяв участь в частині раундів Формули-4 ADAC та Італійської Формули-4 з командою Mücke Motorsport, де загалом здобув сім подіум та одну перемогу.

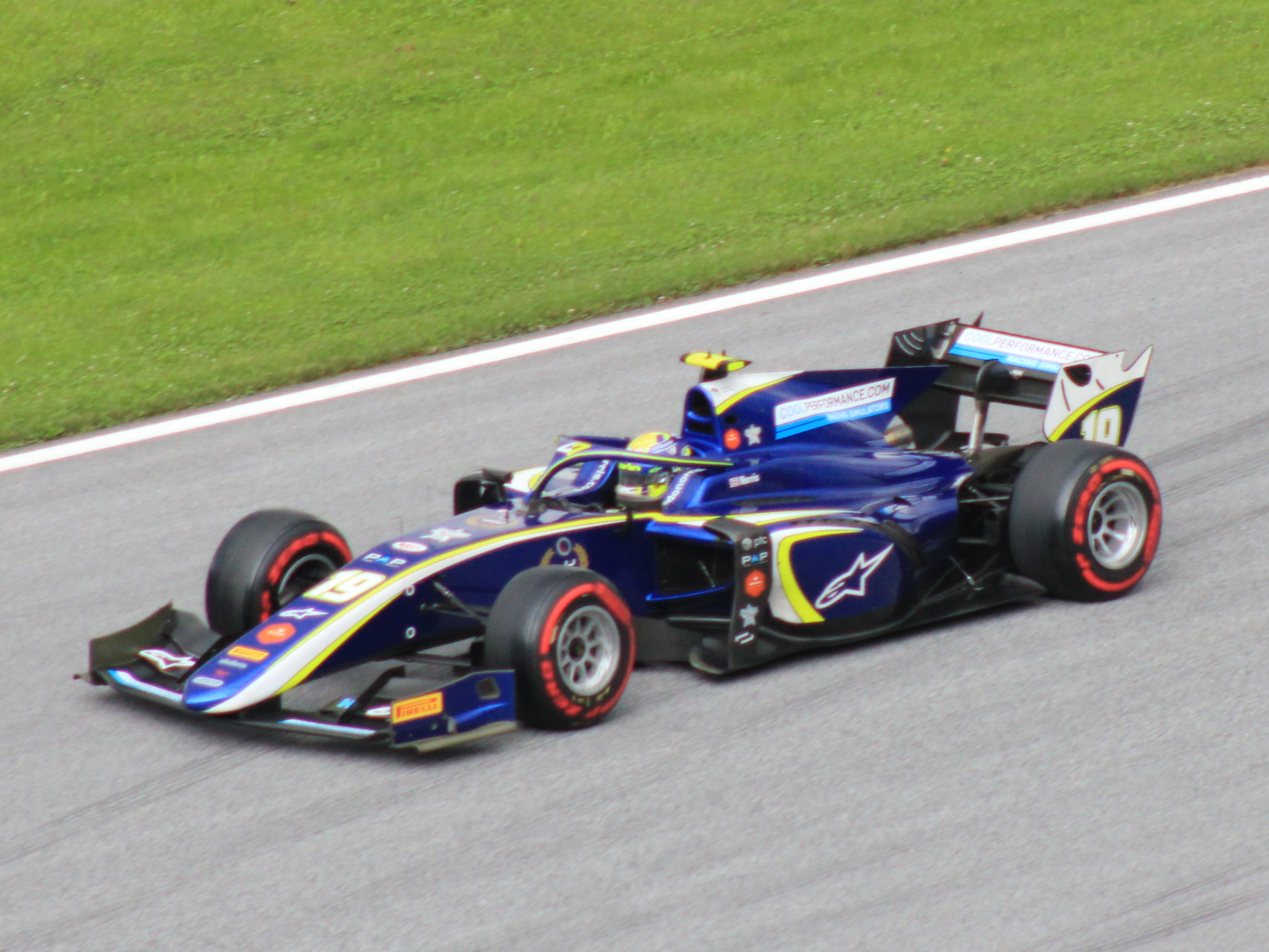
Норріс за кермом боліда команди Carlin Motorsport під час чемпіонату Формули-2 2018 року.

У січні 2016 року Норріс відправився в Нову Зеландію, щоб взяти участь в Toyota Racing Series з командою M2 Competition. Він переміг в чемпіонаті, здобувши шість перемог у гонках, включаючи Гран-прі Нової Зеландії. Після цього Норріс повернувся до Європи, щоб виступити у гонках Формули-Рено 2.0 з командою Josef Kaufmann Racing, взявши участь як в Єврокубку, так і в Північноєвропейському кубку. Він виграв обидві серії, здобувши загалом одинадцять перемог у гонках і та десять поспіль поул-позицій в Північноєвропейському кубку. У той же час Норріс взяв участь в частині раундів Британської Формули-3 BRDC і здобув чотири перемоги в одинадцяти гонках. У жовтні він виступив у якості гостя у фінальному раунді Європейської Формули-3 на Гоккенгаймринзі, готуючись до Гран-прі Макао в листопаді. Норріс посів дев'яте місце в кваліфікації в Макао, але вибув з кваліфікаційної гонки після аварії на першому колі. В основній гонці він просунувся з двадцять шостого місця на стартовій решітці до одинадцятого на фініші.
У 2017 році Норріс провів повний сезон Європейської Формули-3 з командою Carlin, де боровся за чемпіонський титул з Йоелем Ерікссоном, Максиміліаном Ґюнтером та Каллумом Айлоттом. Норріс фінішував на подіумі у двадцяти з тридцяти гонок, включаючи дев'ять перемог, і також здобув вісім поулів. Він став чемпіоном за дві гонки до кінця, здобувши свій п'ятий чемпіонський титул за чотири роки. У листопаді Норріс вдруге виступив на Гран-прі Макао. Він посів друге місце в кваліфікації, але опустився на сьоме місце в кваліфікаційній гонці. Завдяки аварії між лідерами на останньому колі Норрісу вдалося фінішувати другим позаду Дена Тіктума. У наступні вихідні Норріс дебютував у Формулі-2 FIA з Campos Racing, замінивши Ральфа Бошунга в фінальному раунді на трасі Яс-Марина.
У 2018 році Норріс провів повний сезон Формули-2 FIA разом із напарником Серхіо Сетте Камарою в команді Carlin. Норріс виграв першу гонку на Міжнародному автодромі Бахрейну з поул-позиції, однак це виявилося його єдиною перемогою в сезоні. Він постійно набирав очки та займав подіуми, утримуючи лідерство в чемпіонаті до шостого раунду на Ред Булл Ринзі, де його обійшов в турнірній таблиці Джордж Расселл. Норріс зійшов в обох гонках одинадцятого раунду на автодромі Сочі, що виключило його з боротьби за чемпіонство та опустило його на третє місце в турнірній таблиці позаду Алекса Албона, хоча він повернувся на друге місце в чемпіонаті після останнього раунду на автодромі Яс-Марина.

## Формула-1
У лютому 2017 року Норріс увійшов в програму молодих гонщиків McLaren. Після оголошення Зак Браун сказав, що Норріс був «чудовою перспективою», що заслуговує на нагороду. Пізніше того ж року Норріс взяв участь у запланованому тесті в середині сезону за кермом McLaren MCL32. Він встановив друге найшвидше коло у другий день тестів на Хунгароринзі. Наприкінці 2017 року Норріс став офіційним тестовим і резервним пілотом McLaren на сезон 2018. Норріс взяв участь у своєму першому вільному заїзді на Гран-прі Бельгії, проїхавши 26 кіл. Протягом року Норріс взяв участь ще в шести вільних заїздах.

### McLaren (2019–дотепер)

#### 2019

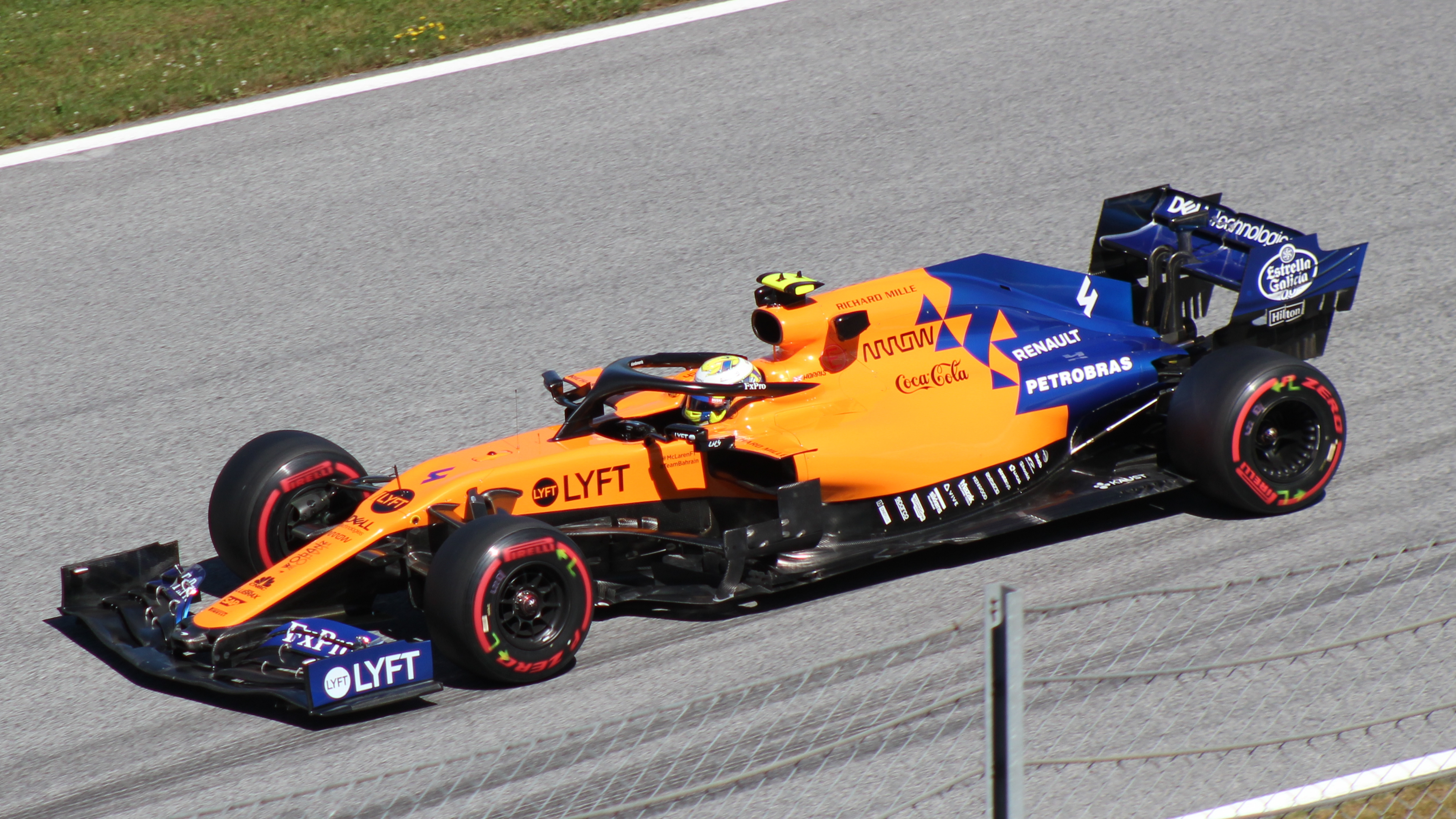
Норріс за кермом MCL34 на Гран-прі Австрії 2019 року.

В сезоні 2019 року Норріс отримав роль основного пілота McLaren, ставши напарником Карлоса Сайнса-молодшого. Він кваліфікувався восьмим та завершив гонку на дванадцятому місці під час свого дебюту на Гран-прі Австралії. Він набрав свої перші очки у Формулі-1, фінішувавши шостим на наступній гонці в Бахрейні. На Гран-прі Китаю Норріс вперше за сезон був змушений завершити свою гонку достроково, після пошкоджень від зіткнення на першому колі з Даніїлом Квятом. Наступні сходи сталися на Гран-прі Іспанії після зіткнення з Ленсом Строллом і на Гран-прі Канади, де вогонь від гальм спричинив поломку підвіски.
Норріс був близьким до фінішу сьомим на Гран-прі Франції, але наприкінці гонки виникла проблема з гідравлічною системою, і в підсумку він фінішував на дев'ятій позиції. На Гран-прі Австрії він фінішував шостим, повторивши свій найкращий результат на той момент. Він був змушений стартувати дев'ятнадцятим на Гран-прі Німеччини через штрафи за перевищення дозволеної кількості компонентів двигуна на сезон. В гонці він зіштовхнувся з втратою потужності та був вимушений зійти. На Гран-прі Бельгії він пробився з одинадцятого місця до п'ятого на перших етапах гонки. Він залишався на п'ятій позиції майже до кінця гонки, але зіштовхнувся з втратою потужності на останньому колі і був класифікований одинадцятим.
Норріс фінішував в очках в трьох гонках поспіль на Гран-прі Італії, Сінгапуру та Росії. На Гран-прі Японії Норріс йшов на п'ятій позиції, перш ніж Алекс Албон зіштовхнувся з ним під час спроби обгону. Норріс втратив позиції після того, як отримав пошкодження, і зрештою фінішував тринадцятим, але був класифікованим одинадцятим після дискваліфікації пілотів Renault. Під час піт-стопу на Гран-прі Мексики механік неправильно встановив колесо на його боліді. Він провів майже дві хвилини в боксах, поки його механіки вирішували проблему, але пізніше йому довелося завершити гонку достроково для збереження ресурсу боліда. Він завершив сезон, набравши очки в трьох останніх Гран-прі.
Норріс закінчив свій дебютний сезон у Формулі-1 одинадцятим у чемпіонаті серед пілотів, набравши 49 очок. Товариш по команді Сайнс набрав 96 очок, однак Норріс випередив іспанця в одинадцяти кваліфікаціях з двадцяти однієї. У свій дебютний рік Норріс підписав новий багаторічний контракт з McLaren, який був розрахований до кінця сезону 2022 року.

#### 2020

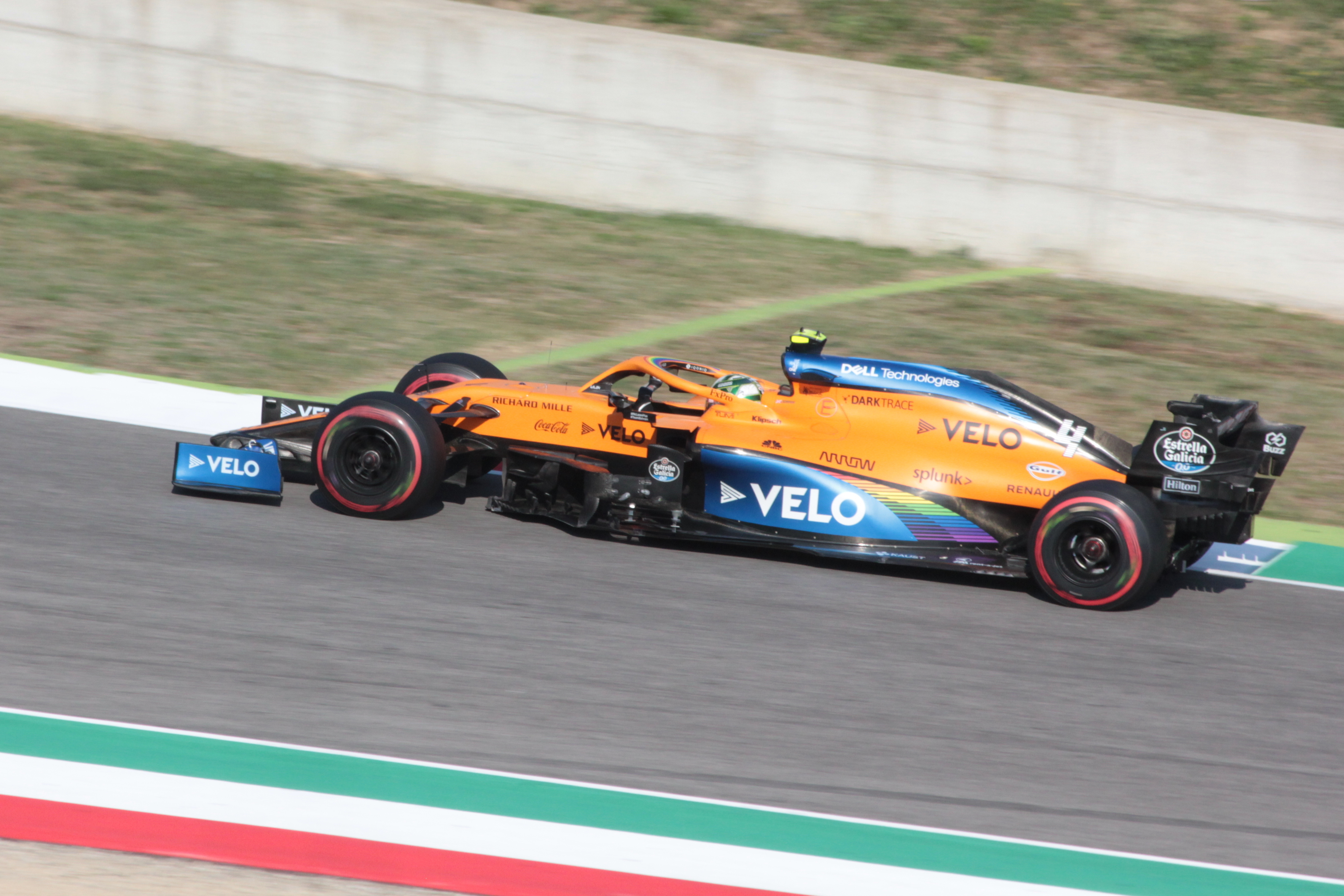
Норріс за кермом MCL35 на Гран-прі Тоскани 2020 року.

На першому Гран-прі Австрії Норріс кваліфікувався четвертим, але піднявся на третє місце на стартовій решітці після штрафу Льюїса Гамільтона, що стало його найкращою стартовою позицією на той час, а також найкращою для McLaren з Гран-прі Австрії 2016 року. На завершальному етапі гонки Гамільтон, який фінішував третім, отримав п’ять секунд штрафу за спричинення зіткнення з Алексом Албоном. Норрісу вдалося встановити найшвидше коло гонки на останньому колі, фінішувавши за 4,802 секунди позаду Гамільтона, що дозволило йому здобути свій перший подіум. Це зробило Норріса третім наймолодшим пілотом, що підіймався на подіум, в історії Формули-1. На Гран-прі Штирії Норріс кваліфікувався шостим, але отримав три штрафних місця на старті за обгін під жовтими прапорами під час першого вільного заїзду. Норріс обійшов трьох суперників на останніх двох колах гонки та фінішував п'ятим, що він назвав «однією з найкращих гонок у [його] кар'єрі».
Після невдалого Гран-прі Угорщини, де Норріс фінішував 13-м, йому вдалося здобути очки в шести гонках поспіль, починаючи з Гран-прі Великої Британії. На першому колі Гран-прі Росії Норріс отримав пошкодження і фінішував у гонці п'ятнадцятим. На Гран-прі Айфеля він їхав шостим, але був змушений завершити гонку достроково через поломку силового агрегату. Під час Гран-прі Португалії Норріс зіштовхнувся з Ленсом Строллом і отримав прокол, в підсумку фінішувавши тринадцятим. Після цього Норріс зіткнувся з критикою через його зауваження про те, що Стролл «здається, нічого не вчиться», і його применшення досягнення Льюїса Гамільтона у здобутті найбільшої кількості перемог на Гран-прі, сказавши що це «нічого для нього не означає». Згодом Норріс вибачився за свої коментарі щодо Стролла, а також приніс Гамільтону особисті вибачення, заявивши, що його коментарі були «необережними» і що він «не виявив повагу, яку він повинен мати до певних людей».
В дощовому Гран-прі Туреччини Норріс зіштовхнувся з тим, що він назвав «найгіршим стартом у будь-чиїй кар’єрі». Він стартував з чотирнадцятого місця після отримання п'яти штрафних місць на старті за недотримання режиму жовтих прапорів у кваліфікації, але зумів пробитися до восьмого місця на фініші, встановивши найшвидше коло в гонці. Норріс фінішував четвертим на Гран-прі Бахрейну та п’ятим у фінальному Гран-прі сезону в Абу-Дабі, що разом із очками, набраними товаришем по команді Карлосом Сайнсом-молодшим, допомогло McLaren вибороти третє місце в Кубку конструкторів, випередивши Racing Point. Норріс завершим сезон на дев'ятому місці у чемпіонаті серед пілотів, набравши 97 очок, відставши від Сайнса на вісім очок.

#### 2021

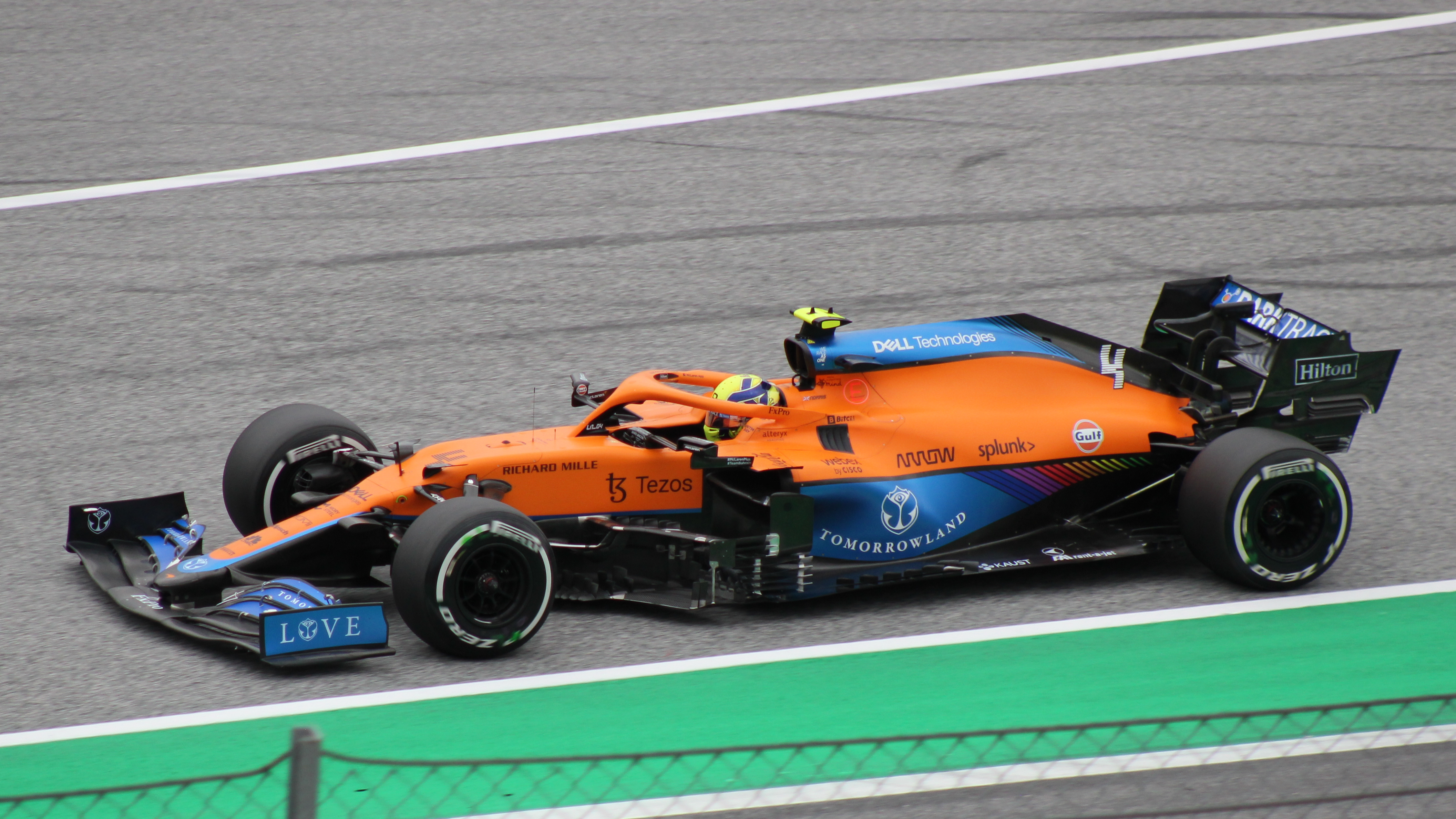
Норріс за кермом MCL35M на Гран-прі Австрії 2021 року.

Норріс залишився в McLaren на сезон 2021, де його новим напарником став Данієль Ріккардо, оскільки Карлос Сайнс-молодший перейшов у Ferrari. Норріс кваліфікувався сьомим в першому Гран-прі Бахрейну та завершив гонку четвертим. На Гран-прі Емілії-Романьї Норріс встановив третій найкращий час в кваліфікації, але його було видалено через порушення меж траси, і йому довелось стартувати в гонці сьомим. Норріс йшов на другому місці перед тим, як його випередив Льюїс Гамільтон за три кола до кінця. Він фінішував третім, здобувши свій другий подіум у Формулі-1. На Гран-прі Монако Норріс стартував п'ятим та здобув свій третій подіум невдачі Шарля Леклера на старті гонки та сходу Вальттері Боттаса. На Гран-прі Азербайджану Норріс отримав п'ять штрафних місць, що відкинуло його на дев'яте місце на стартовій решітці, за те що він не заїхав одразу в бокси під час червоного прапора в кваліфікації. В гонці він піднявся до п'ятого місця завдяки аваріям та помилкам пілотів попереду.
На Гран-прі Штирії Норріс кваліфікувався четвертим, але піднявся на одне місце на стартовій решітці завдяки штрафу Боттаса. Він фінішував п'ятим у третій гонці поспіль. На Гран-прі Австрії він кваліфікувався другим, відставши на 0,048 секунди від Макса Ферстаппена, який здобув поул. Під час гонки Норріс отримав штраф за те, що змусив Серхіо Переса виїхати за межі траси. Він фінішував у гонці третім, здобувши свій третій подіум у сезоні. У п’ятничній кваліфікації на Гран-прі Великої Британії він показав шостий найшвидший час, а в спринт кваліфікації фінішував п'ятим. Норріс завершив гонку четвертим, що допомогло йому піднятися на третє місце в чемпіонаті. На Гран-прі Угорщини він кваліфікувався шостим. Після першого повороту він піднявся на третє місце, але отримав удар ззаду від Боттаса, через що він зіткнувся з Ферстаппеном. Норріс зміг повернутися в бокси, але був змушений завершити гонку достроково через серйозні пошкодження. На Гран-прі Італії Норріс фінішував четвертим у спринт кваліфікації, але піднявся до третього місця на стартовій решітці, оскільки Боттас отримав штраф за перевищення ліміту елементів силової установки. Норріс фінішував у гонці другим після свого товариша по команді Ріккардо, завоювавши свій четвертий подіум у сезоні та забезпечивши перший фініш McLaren на двох найвищих позиціях після Гран-прі Канади 2010 року.
На Гран-прі Росії Норріс здобув свій перший поул. Він поступився лідерством Сайнсу на першому колі, але повернув його на 13-му колі. Норріс продовжував лідирувати в гонці з Льюїсом Гамільтоном позаду, доки на останніх колах не почався дощ. Норріс вирішив залишитися на сліках, в той час як Гамільтон вирішив перейти на проміжну гуму. Невдовзі дощ посилився, що дозволило Гамільтону вийти в лідери, а Норріс був змушений заїхати в бокси, щоб також перейти на проміжну гуму. Він фінішував сьомим, отримавши додаткове очко за найшвидше коло гонки. Норріс здобув очки в усіх семи останніх гонках сезону, але не фінішував вище сьомого місця. Він кваліфікувався третім на фінальному Гран-прі Абу-Дабі і був першим із п’яти пілотів, яким було дозволено повернутися в одне коло з лідером на передостанньому колі гонки. Він розкритикував рішення відновити гонку на останньому колі та назвав це рішенням "для телебачення". Результат останньої гонки відкинув Норріса на шосте місце в чемпіонаті, поступившись 4,5 очками колишньому напарнику по команді Сайнсу. Тим не менш, це стало найкращим результатом Норріса в кар'єрі на той момент.

#### 2022

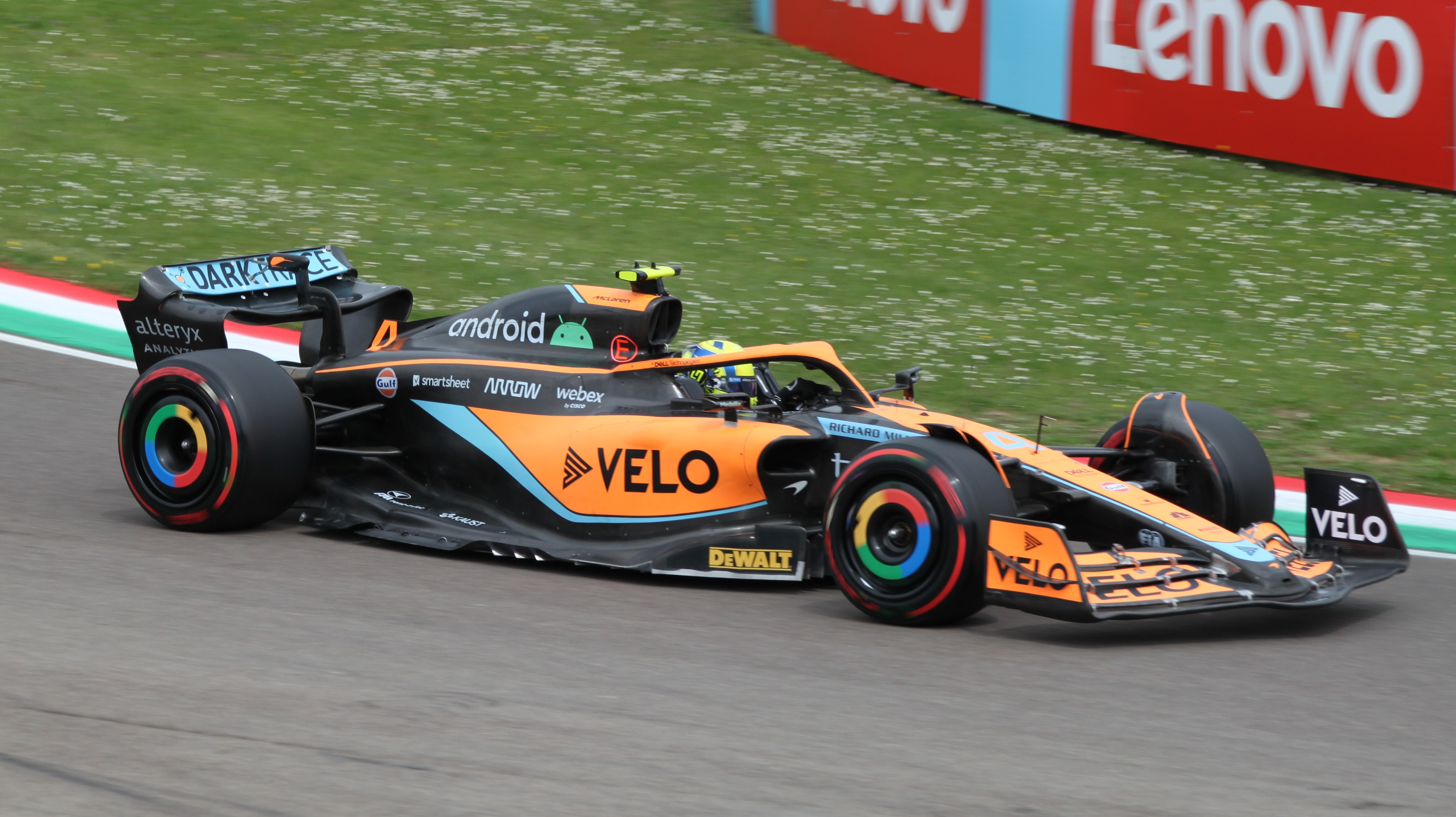
Норріс за кермом MCL36 на Гран-прі Емілії-Романьї 2022 року, де він здобув єдиний подіум в сезоні.

У лютому 2022 року Норріс підписав продовження контракту з McLaren, згідно з яким він залишиться з командою принаймні до кінця сезону 2025 року. На передсезонних тестах в Бахрейні йому довелось виступити в усіх трьох днях, оскільки його товариш по команді Данієль Ріккардо отримав позитивний результат на COVID-19 і не зміг приєднатися до команди.
На Гран-прі Бахрейну обидва пілоти McLaren кваліфікувались та фінішували поза межами першої десятки. На наступних Гран-прі Саудівської Аравії та Австралії Норрісу вдалося фінішувати в очках. Після цього він здобув перший та єдиний подіум команди в сезоні, фінішувавши третім на Гран-прі Емілії-Романьї. В дебютному Гран-прі Маямі Норріс кваліфікувався восьмим, але зійшов в гонці після зіткнення з П'єром Гаслі наприкінці 41-го кола. Незважаючи на тонзиліт під час Гран-прі Монако, Норрісу вдалося фінішувати шостим та встановити найшвидше коло гонки. На Гран-прі Австрії він кваліфікувався п'ятнадцятим, але зумів пробитися вперед в спринті та гонці, фінішувавши одинадцятим та сьомим відповідно. На Гран-прі Угорщини він кваліфікувався четвертим, але не зміг стримати Льюїса Гамільтона та двох пілотів Red Bull позаду та фінішував сьомим.
Норріс кваліфікувався десятим на Гран-прі Бельгії, але був змушений стартувати в гонці сімнадцятим через штраф за перевищення квоти компонентів силової установки. Він піднявся на п'ять позицій вище на перших етапах гонки, але не зміг обійти Ленса Стролла та Алекса Албона, щоб фінішувати в очках. Норріс стартував третім на Гран-прі Італії, але не зміг стримати Гамільтона, Карлоса Сайнса-молодшого та пілотів Red Bull позаду, фінішувавши сьомим. На Гран-прі Сінгапуру Норріс здобув свій найкращий результат з часів його подіуму в Імолі, де він і Ріккардо фінішували відповідно четвертим і п'ятим, що ненадовго допомогло McLaren вийти на четверте місце в Кубку конструкторів, обійшовши Alpine. Він набрав очки в спринті на Гран-прі Сан-Паулу, але завершив основну гонку достроково через проблеми з коробкою передач. На фінальному Гран-прі Абу-Дабі він фінішував шостим, встановивши найшвидше коло гонки. В чемпіонаті серед пілотів Норріс зайняв сьоме місце, набравши 122 очки проти 37 у його напарника Ріккардо.

#### 2023

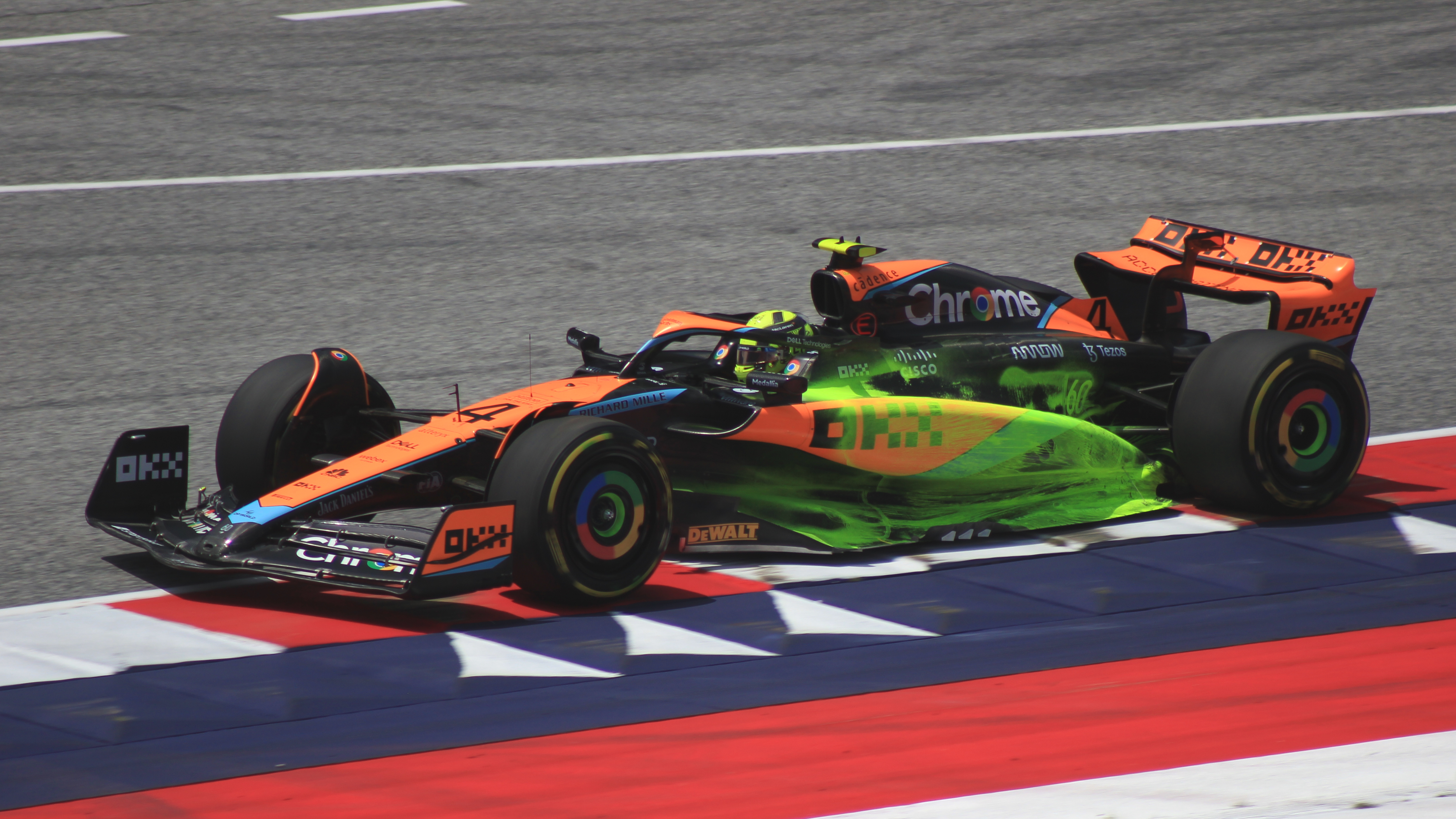
Норріс за кермом MCL60 на Гран-прі Австрії 2023 року, де команда привезла значні оновлення для його боліда.

Норріс залишився в McLaren на 2023 рік, а його новим напарником став новачок Оскар Піастрі, який прийшов на заміну Данієля Ріккардо. Під час першої гонки в Бахрейні обидва пілоти McLaren зазнали проблем з надійністю. Норріс зробив шість піт-стопів для вирішення проблеми з пневматикою, і фінішував сімнадцятим і останнім серед пілотів, що перетнули фінішну лінію. На Гран-прі Саудівської Аравії Норріс вилетів у першому сегменті кваліфікації вперше з Гран-прі Німеччини 2019 року після того, як зіштовхнувся зі стіною та отримав пошкодження рульового керування. На першому колі гонки він зазнав пошкоджень від уламків на першому колі і знову фінішував сімнадцятим. На Гран-прі Австралії McLaren набрали свої перші очки в сезоні: Піастрі фінішував восьмим, а Норріс піднявся з тринадцятого на старті до шостого на фініші. В спринті на Гран-прі Азербайджану Норріс стартував десятим, але фінішував лише сімнадцятим через невдалий вибір стартової гуми. В основній гонці він зумів пробитися в очки на фінальних колах та завершив гонку дев'ятим. На Гран-прі Маямі Норріс зазнав ще одного вильоту в першому сегменті кваліфікації, а гонка завершилася для нього черговим сімнадцятим місцем після контакту з Ніком де Врісом на старті. На Гран-прі Монако Норріс зумів кваліфікуватися десятим, незважаючи на контакт з відбійником в другому сегменті кваліфікації, та фінішував в гонці дев'ятим, обійшовши Юкі Цуноду на останніх колах. Він кваліфікувався третім на Гран-прі Іспанії, але контакт з Льюїсом Гамільтоном на першому колі відкинув його в кінець і він фінішував сімнадцятим. На Гран-прі Канади Норріс фінішував дев'ятим, але опустився на тринадцяту позицію, отримавши штраф за «неспортивну поведінку», через те що надмірно сповільнився під час заїзду на піт-лейн, щоб збільшити дистанцію до Піастрі попереду.
На Гран-прі Австрії MCL60 Норріса отримав значні оновлення, а керівник команди Андреа Стелла відзначив, що був перероблений «майже весь автомобіль». Норріс кваліфікувався четвертим до основної гонки та третім до спринту. В спринті він втратив позиції на першому колі та фінішував дев'ятим. Основну гонку він завершив на п'ятій позиції, але піднявся до четвертого місця завдяки штрафу Карлоса Сайнса-молодшого. Гран-прі Великої Британії приніс більше успіху, оскільки Норріс і Піастрі кваліфікувалися другим і третім відповідно, що Норріс описав як «божевільний» результат. Він обійшов Макса Ферстаппена в першому повороті та очолював гонку протягом чотирьох кіл, перш ніж Ферстаппен повернув собі місце. На пізніших етапах гонки Норріс зумів стримати Льюїса Гамільтона позаду та фінішував другим, завдяки чому став першим пілотом McLaren на подіумі в Сільверстоуні після Гамільтона в 2010 році. На Гран-прі Угорщини він кваліфікувався третім та фінішував в гонці другим, зумівши стримати Серхіо Переса наприкінці гонки. Завдяки цьому Норріс вперше здобув два подіуми поспіль у своїй кар’єрі у Формулі-1. Він випадково зламав трофей Ферстаппена за перше місце – Херенд ручної роботи вартістю близько 45 000 доларів – під час святкування на подіумі. Він стартував другим на Гран-прі Нідерландів, але фінішував лише сьомим, розкритикувавши рішення своєї команди не міняти шини під час дощу.
Пізніше він здобув чотири поспіль подіуми, розпочавши на Гран-прі Сінгапуру, де він зумів стримати обох пілотів Mercedes позаду та фінішував менше ніж в секунді від переможця гонки Карлоса Сайнса-молодшого, свого колишнього напарника по команді. Сайнс, який спонукав Норріса стратегічно затримати обох пілотів Mercedes, похвалив британця за те, що він дозволив йому здобути перемогу. На Гран-прі Японії Норріс кваліфікувався третім, позаду товариша по команді Піастрі, але випередив його в гонці та фінішував другим. В кваліфікації на Гран-прі Катару Норріс двічі встановив другий найшвидший час кола, але обидва результати були видалені через порушення меж траси, що відкинуло його на десяте місце на старті в основній гонці.  Він кваліфікувався другим до спринту, але пропустив декількох пілотів на старті та був змушений пробиватись вперед, фінішувавши третім. В основній гонці Норрісу вдалося пробитися на третє місце та наздогнати Піастрі, але команда віддала йому наказ не атакувати напарника та залишитись на третій позиції. Він очолював більшу частину Гран-прі США, кваліфікувавшись другим і випередивши Шарля Леклера на старті, але врешті пізніше в гонці його обійшли Ферстаппен і Гамільтон. Він піднявся до другого місця завдяки дискваліфікації Гамільтона. В кваліфікації на Гран-прі Мехіко Норріс не зміг встановити повноцінний час через жовтий прапор в першому сегменті кваліфікації та був змушений стартувати з сімнадцятої позиції. Йому вдалося реабілітуватися в гонці, фінішувавши п'ятим. На Гран-прі Сан-Паулу він завоював поул до спринту, але поступився Ферстаппену в першому повороті та фінішував другим. Він також фінішував другим в основній гонці, здобувши на старті чотири місця після старту шостим. На Гран-прі Лас-Вегаса він кваліфікувався шістнадцятим та потрапив в значну аварію на третьому колі гонки, що стало його єдиним сходом в сезоні. Його доставили до лікарні для профілактичного огляду та виписали того ж дня. Він кваліфікувався п'ятим на фінальному Гран-прі Абу-Дабі та завершив гонку на цій же позиції.
Загалом Норріс набрав 205 очок проти 97 у Піастрі та посів шосте місце в чемпіонаті серед пілотів, повторивши свій результат 2021 року. Він відстав лише на одне очко від четвертого місця, оскільки Фернандо Алонсо та Шарль Леклер набрали обоє по 206 очок.

#### 2024

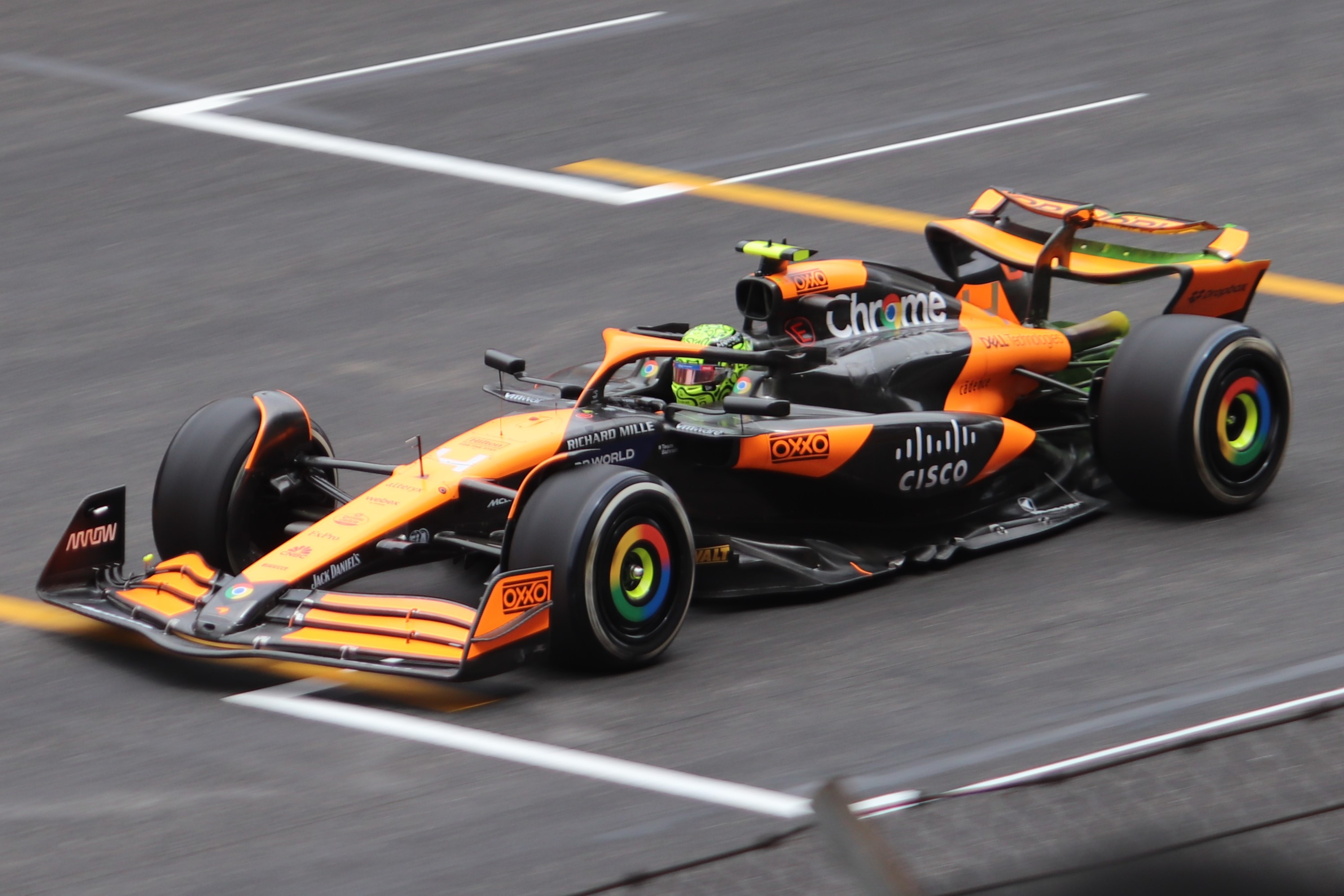
Норріс за кермом MCL38 на Гран-прі Китаю 2024 року.

Напередодні сезону 2024 року Норріс підписав новий багаторічний контракт з McLaren. Він фінішував шостим у першій гонці сезону в Бахрейні і здобув свій перший подіум у сезоні на Гран-прі Австралії, стартувавши та фінішувавши третім. На Гран-прі Китаю він взяв поул в кваліфікації до першого спринту в сезоні, але втратив позиції на першому колі спринту та фінішував шостим. До основної гонки він кваліфікувався четвертим. В гонці він обігнав Фернандо Алонсо, а згодом випередив Серхіо Переса завдяки вдалому піт-стопу під час режиму віртуального автомобіля безпеки, що дозволило йому фінішувати другим. На Гран-прі Маямі він зійшов із спринту після зіткнення з Алонсо в першому повороті. Він кваліфікувався п'ятим до основної гонки. В гонці Норріс вийшов в лідери після того, як пілоти попереду заїхали на піт-стопи. Пізніше автомобіль безпеки дозволив Норрісу заїхати в бокси без втрати лідерства, яке йому пізніше вдалося відстояти в боротьбі з Ферстаппеном під час рестарту гонки, щоб здобути свою першу перемогу на Гран-прі після 110 гонок і 16-го місця на подіумі, повторивши рекорд за кількістю здобутих подіумів до першої перемоги, який він тепер розділяє з Патріком Депайє, Мікою Гаккіненом, Едді Ірвайном і Жаном Алезі.

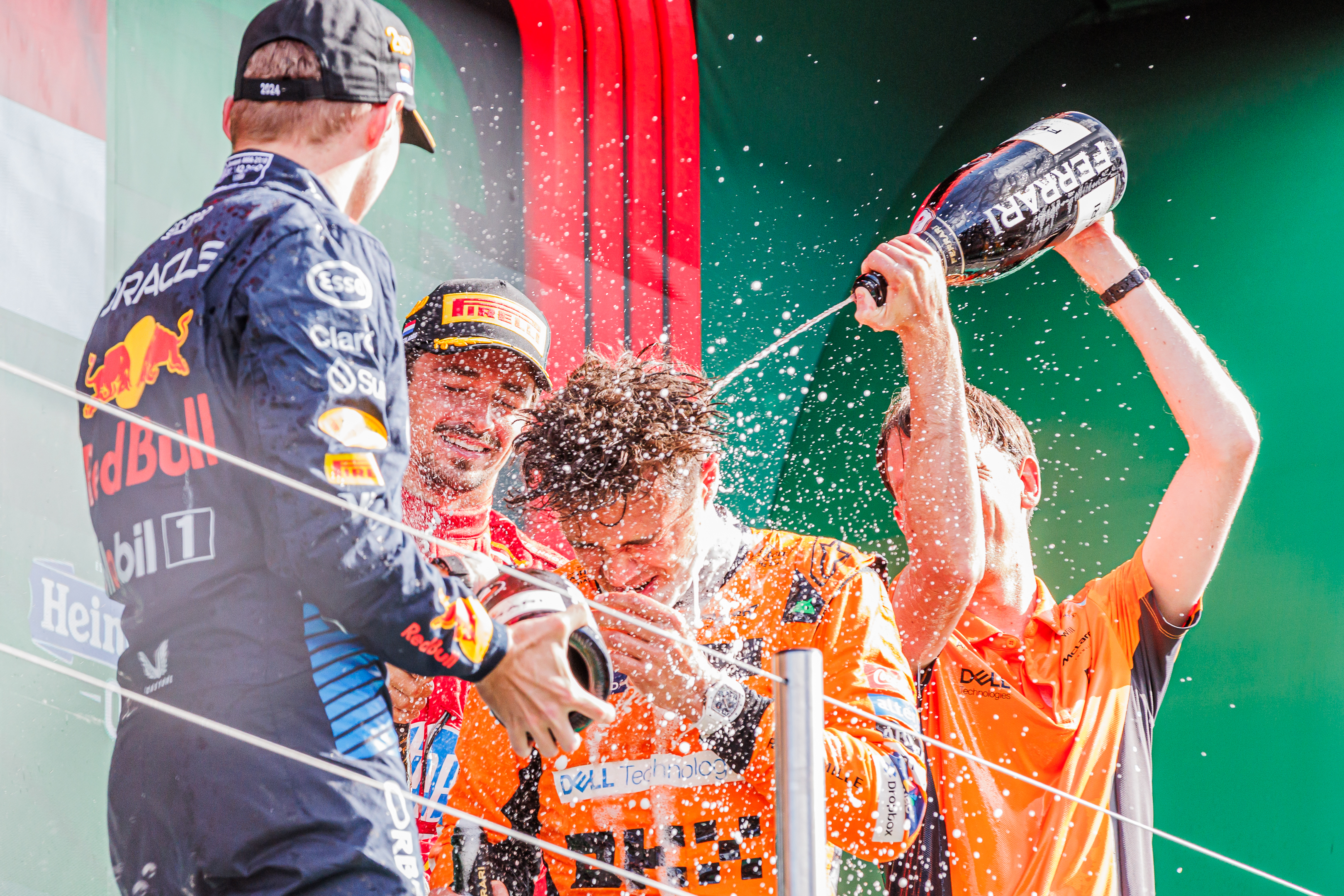
Норріс на подіумі Гран-прі Нідерландів 2024 року, де він здобув другу перемогу в своїй кар'єрі.

Після своєї перемоги Норріс здобув п'ять подіумів до літньої перерви. Він піднявся на подіуми в Імолі, де він наздогнав Ферстаппена, але не зміг його обійти, щоб виграти, Канаді, де він ненадовго лідирував у гонці, але програв Ферстаппену через стратегію, та в Іспанії, де він здобув поул-позицію, але втратив лідерство на початку гонки. Незважаючи на втрату кількох можливостей здобути перемогу, Норріс заявляв, що вважає себе суперником Ферстаппена в чемпіонаті, після вдалих оновлень його MCL38. Норріс не зміг піднятися на подіум у Монако, фінішувавши четвертим, позаду свого товариша по команді Оскара Піастрі, а також в Австрії, де тривала боротьба з Ферстаппеном завершилася зіткненням та сходом з гонки. На Гран-прі Великої Британії Норріс знову піднявся на подіум, фінішувавши третім після невдалої стратегії. В Угорщині він здобув поул-позицію, але поступився в першому повороті своєму напарнику Піастрі. Після того, як Норріс обійшов Піастрі завдяки ранішому піт-стопу, команда віддала йому наказ сповільнитися, щоб повернути Піастрі лідерство та остаточну перемогу в гонці. На Гран-прі Бельгії Норріс фінішував шостим, позаду Ферстаппена, але піднявся до п'ятого місця після дискваліфікації Джорджа Расселла.
Після літньої перерви Норріс здобув поул-позицію на Гран-прі Нідерландів. Під час гонки він програв старт Ферстаппену, який стартував другим, але згодом повернув собі перше місце завдяки DRS. Він збільшив лідерство до 22 секунд та здобув свою другу перемогу, що також стало першою перемогою McLaren на трасі в Зандворті з моменту перемоги Нікі Лауди в 1985 році. На Гран-прі Італії Норріс знову здобув поул-позицію, ставши першим пілотом McLaren, якому вдалося досягти двох послідовних поулів підряд після Льюїса Гамільтона в 2012 році. Він стартував гонку попереду Піастрі, що також стало першим стартом з найвищих двох позицій у Монці для McLaren з 2012 року. Норріс втратив лідерство на першому колі, після того як Піастрі обійшов його в четвертому повороті, і в підсумку фінішував третім після Піастрі та переможця гонки Шарля Леклера. Під час кваліфікації на Гран-прі Азербайджану Норріс вибув в першому сегменті кваліфікації, що трапилося з ним вперше з Гран-прі Лас-Вегаса 2023 року. Норрісу довелося перервати своє коло після короткочасного жовтого прапора, який був показаний у третьому секторі, через Естебана Окона, що зачепив стіну, пошкодивши свій болід. Він стартував сімнадцятим, але зумів пробитися на четверте місце на фініші, випередивши Ферстаппена.
Норріс взяв свій п'ятий поул у сезоні на Гран-прі Сінгапуру та встановив новий кваліфікаційний рекорд кола на трасі Марина Бей. Він лідирував протягом усіх кіл гонки та здобув свою третю перемогу з перевагою в 20 секунд над Ферстаппеном.

## Перегони на витривалість
У 2018 році Норріс приєднався до команди United Autosports, щоб взяти участь у гонці 24 години Дайтони в чемпіонаті IMSA SportsCar Championship разом із дворазовим чемпіоном Формули-1 Фернандо Алонсо, а також чемпіоном Азійської серії Ле-Ман в класі LMP3 2016–17 років Філіпом Гансоном. Норріс та його команда закінчили гонку на 13-му місці у своєму класі та на 38-му місці в загальному заліку. Після гонки Алонсо відзначив «вражаючу швидкість» Норріса та заявив: «Ті проміжки, в які він був за кермом, були дуже вражаючими — командна робота, підготовка, зосередженість».
В 2020 році Норріс взяв участь у віртуальній гонці 24 години Ле-Мана з Team Redline у класі LMP2 разом із іншим учасником Формули-1 Максом Ферстаппеном і кіберспортсменами Атце Керкгофом і Ґреґером Гутту. Кваліфікувавшись п'ятими, команда зіткнулася з низкою технічних проблем на стороні Ферстаппена і згодом була змушена зійти з гонки через аварію Ферстаппена в ночі. Однак через зупинку гонки червоним прапором їхній команді дозволили повернутися до гонки, відстаючи на 18 кіл і будучи останніми серед команд LMP2. Зрештою, Норріс і команда фінішували 25-ми як в класі LMP2, так і в загальному заліку.

## Результати виступів

### Гоночна кар'єра
| Сезон | Серія                               | Команда               | Перегони   | Перемоги   | Поули      | Н/к        | Подіуми    | Очки       | Місце      |
| ----- | ----------------------------------- | --------------------- | ---------- | ---------- | ---------- | ---------- | ---------- | ---------- | ---------- |
| 2014  | Ginetta Junior Championship         | HHC Motorsport        | 20         | 4          | 8          | 2          | 11         | 432        | 3          |
| 2015  | Формула MSA                         | Carlin                | 30         | 8          | 10         | 9          | 15         | 413        | 1          |
| 2015  | Формула-4 ADAC                      | Mücke Motorsport      | 8          | 1          | 0          | 3          | 6          | 131        | 8          |
| 2015  | Італійська Формула-4                | Mücke Motorsport      | 9          | 0          | 0          | 3          | 1          | 51         | 11         |
| 2015  | Осінній кубок британської Формули-4 | HHC Motorsport        | 4          | 2          | 1          | 1          | 4          | 128        | 5          |
| 2016  | Єврокубок Формули-Рено 2.0          | Josef Kaufmann Racing | 15         | 5          | 6          | 4          | 12         | 253        | 1          |
| 2016  | Формула-Рено 2.0 ПЄК                | Josef Kaufmann Racing | 15         | 6          | 10         | 4          | 11         | 316        | 1          |
| 2016  | Toyota Racing Series                | M2 Competition        | 15         | 6          | 8          | 5          | 11         | 924        | 1          |
| 2016  | Британська Формула-3                | Carlin                | 11         | 4          | 4          | 3          | 8          | 247        | 8          |
| 2016  | Європейська Формула-3               | Carlin                | 3          | 0          | 0          | 0          | 0          | 0          | НК†        |
| 2016  | Гран-прі Макао                      | Carlin                | 1          | 0          | 0          | 0          | 0          | Н/Д        | 11         |
| 2017  | Європейська Формула-3               | Carlin                | 30         | 9          | 8          | 8          | 20         | 441        | 1          |
| 2017  | Гран-прі Макао                      | Carlin                | 1          | 0          | 0          | 0          | 1          | Н/Д        | 2          |
| 2017  | Формула-2 FIA                       | Campos Racing         | 2          | 0          | 0          | 0          | 0          | 0          | 25         |
| 2017  | Формула-1                           | McLaren Honda         | Тест-пілот | Тест-пілот | Тест-пілот | Тест-пілот | Тест-пілот | Тест-пілот | Тест-пілот |
| 2018  | Формула-2 FIA                       | Carlin                | 24         | 1          | 1          | 1          | 9          | 219        | 2          |
| 2018  | WeatherTech SportsCar Championship  | United Autosports     | 1          | 0          | 0          | 0          | 0          | 18         | 58         |
| 2018  | Формула-1                           | McLaren F1 Team       | Тест-пілот | Тест-пілот | Тест-пілот | Тест-пілот | Тест-пілот | Тест-пілот | Тест-пілот |
| 2019  | Формула-1                           | McLaren F1 Team       | 21         | 0          | 0          | 0          | 0          | 49         | 11         |
| 2020  | Формула-1                           | McLaren F1 Team       | 17         | 0          | 0          | 2          | 1          | 97         | 9          |
| 2021  | Формула-1                           | McLaren F1 Team       | 22         | 0          | 1          | 1          | 4          | 160        | 6          |
| 2022  | Формула-1                           | McLaren F1 Team       | 22         | 0          | 0          | 2          | 1          | 122        | 7          |
| 2023  | Формула-1                           | McLaren F1 Team       | 22         | 0          | 0          | 1          | 7          | 205        | 6          |
| 2024  | Формула-1                           | McLaren F1 Team       | 36         | 4          | 8          | 6          | 13         | 374        | 2          |
| 2025  | Формула-1                           | McLaren F1 Team       | 12         | 4          | 3          | 5          | 10         | 226*       | 2*         |

† Норріс брав участь в змаганні за запрошенням, тому йому не нараховувалися очки чемпіонату.
* Сезон триває.

### Формула-1
| Приклад                  | Опис                                                              |
| ------------------------ | ----------------------------------------------------------------- |
| 1                        | Переможець                                                        |
| 2                        | Друге місце                                                       |
| 3                        | Третє місце                                                       |
| 5                        | Фінішував у очковій зоні                                          |
| 12                       | Фінішував поза очковою зоною                                      |
| НКЛ                      | Фінішував, але не класифікований                                  |
| Схід                     | Не фінішував і не класифікований                                  |
| НКВ                      | Не кваліфікований                                                 |
| НПКВ                     | Не передкваліфікований                                            |
| ДСК                      | Дискваліфікований                                                 |
| тест                     | Тестер по п'ятницях                                               |
| НС                       | Брав участь у Гран-прі як бойовий пілот, але не стартував у гонці |
| Т                        | Травмований чи хворий                                             |
| Викл                     | Виключений із протоколу                                           |
| Від                      | Відмова від участі                                                |
| НТР                      | Не брав участі в тренуваннях                                      |
| НПР                      | Не прибув на Гран-прі                                             |
| С                        | Гонка скасована                                                   |
|                          | Не брав участі                                                    |
| Жирний шрифт             | Поул-позиція                                                      |
| Курсив                   | Найшвидше коло                                                    |
| Числоу верхньому індексі | Позиція в спринті, що передбачає нарахування очок                 |

| Сезон    | Команда         | Шасі           | Двигун                                     | 1      | 2      | 3       | 4      | 5        | 6      | 7        | 8      | 9      | 10      | 11       | 12     | 13       | 14       | 15    | 16       | 17       | 18       | 19       | 20       | 21        | 22    | 23      | 24    | Місце | Очки |
| -------- | --------------- | -------------- | ------------------------------------------ | ------ | ------ | ------- | ------ | -------- | ------ | -------- | ------ | ------ | ------- | -------- | ------ | -------- | -------- | ----- | -------- | -------- | -------- | -------- | -------- | --------- | ----- | ------- | ----- | ----- | ---- |
| 2018     | McLaren F1 Team | McLaren MCL33  | Renault R.E.18 1.6 V6 t                    | АВС    | БАХ    | КИТ     | АЗЕ    | ІСП      | МОН    | КАН      | ФРА    | АВТ    | ВЕЛ     | НІМ      | УГО    | БЕЛ тест | ІТА тест | СІН   | РОС тест | ЯПО тест | США тест | МЕК тест | БРА тест | АБУ       |       |         |       | -     | -    |
| 2019     | McLaren F1 Team | McLaren MCL34  | Renault E-Tech 19 1.6 V6 t                 | АВС 12 | БАХ 6  | КИТ 18† | АЗЕ 8  | ІСП Схід | МОН 11 | КАН Схід | ФРА 9  | АВТ 6  | ВЕЛ 11  | НІМ Схід | УГО 9  | БЕЛ 11†  | ІТА 10   | СІН 7 | РОС 8    | ЯПО 11   | МЕК Схід | США 7    | БРА 8    | АБУ 8     |       |         |       | 11    | 49   |
| 2020     | McLaren F1 Team | McLaren MCL35  | Renault E-Tech 20 1.6 V6 t                 | АВТ 3  | ШТИ 5  | УГО 13  | ВЕЛ 5  | 70 9     | ІСП 10 | БЕЛ 7    | ІТА 4  | ТОС 6  | РОС 15  | АЙФ Схід | ПОР 13 | ЕМІ 8    | ТУР 8    | БАХ 4 | САХ 10   | АБУ 5    |          |          |          |           |       |         |       | 9     | 97   |
| 2021     | McLaren F1 Team | McLaren MCL35M | Mercedes-AMG F1 M12 E Performance 1.6 V6 t | БАХ 4  | ЕМІ 3  | ПОР 5   | ІСП 8  | МОН 3    | АЗЕ 5  | ФРА 5    | ШТИ 5  | АВТ 3  | ВЕЛ 4   | УГО Схід | БЕЛ 14 | НІД 10   | ІТА 2    | РОС 7 | ТУР 7    | США 8    | МЕХ 10   | САП 10   | КАТ 9    | САУ 10    | АБУ 7 |         |       | 6     | 160  |
| 2022     | McLaren F1 Team | McLaren MCL36  | Mercedes-AMG F1 M13 E Performance 1.6 V6 t | БАХ 15 | САУ 7  | АВС 5   | ЕМІ 35 | МАЯ Схід | ІСП 8  | МОН 6    | АЗЕ 9  | КАН 15 | ВЕЛ 6   | АВТ 7    | ФРА 7  | УГО 7    | БЕЛ 12   | НІД 7 | ІТА 7    | СІН 4    | ЯПО 10   | США 6    | МЕХ 9    | САП Схід7 | АБУ 6 |         |       | 7     | 122  |
| 2023     | McLaren F1 Team | McLaren MCL60  | Mercedes-AMG F1 M14 E Performance 1.6 V6 t | БАХ 17 | САУ 17 | АВС 6   | АЗЕ 9  | МАЯ 17   | МОН 9  | ІСП 17   | КАН 13 | АВТ 4  | ВЕЛ 2   | УГО 2    | БЕЛ 76 | НІД 7    | ІТА 8    | СІН 2 | ЯПО 2    | КАТ 3    | США 24   | МЕХ 5    | САП 2    | ЛВГ Схід  | АБУ 5 |         |       | 6     | 205  |
| 2024     | McLaren F1 Team | McLaren MCL38  | Mercedes-AMG F1 M15 E Performance 1.6 V6 t | БАХ 6  | САУ 8  | АВС 3   | ЯПО 5  | КИТ 26   | МАЯ 1  | ЕМІ 2    | МОН 4  | КАН 2  | ІСП 2   | АВТ 20†3 | ВЕЛ 3  | УГО 2    | БЕЛ 5    | НІД 1 | ІТА 3    | АЗЕ 4    | СІН 1    | США 43   | МЕХ 2    | САП 61    | ЛВГ 6 | КАТ 102 | АБУ 1 | 2     | 374  |
| 2025     | McLaren F1 Team | McLaren MCL39  | Mercedes-AMG F1 M16 E Performance 1.6 V6 t | АВС 1  | КИТ 28 | ЯПО 2   | БАХ 3  | САУ 4    | МАЯ 21 | ЕМІ 2    | МОН 1  | ІСП 2  | КАН 18† | АВТ 1    | ВЕЛ 1  | БЕЛ      | УГО      | НІД   | ІТА      | АЗЕ      | СІН      | США      | МЕХ      | САП       | ЛВГ   | КАТ     | АБУ   | 2*    | 226* |
| Джерело: |                 |                |                                            |        |        |         |        |          |        |          |        |        |         |          |        |          |          |       |          |          |          |          |          |           |       |         |       |       |      |

* Сезон триває.

† Не фінішував на гран-прі, але був класифікований, оскільки подолав понад 90% дистанції.